# River Yarty
River Yarty är ett vattendrag i Storbritannien.   Det ligger i riksdelen England, i den södra delen av landet, 220 km väster om huvudstaden London.